# Swedish Working Bulldog Association
Swedish Working Bulldog Association, förkortat SWBA, är Sveriges äldsta Weight Pull-förening, grundad i slutet av 2002. Weight Pull är en tävlingsform för hundar där hunden drar en lastad vagn 4,8 m. Föreningen bildades i syfte att introducera hundsporten Weight Pull samt arrangera Weight Pull-tävlingar i Sverige. Föreningen blev relativt snabbt utspridd över landet i form av lokalgrupper. Lokalgrupperna har namn efter orten den är belägen på, exempelvis SWB Norrköping, SWB Göteborg och så vidare. Fram till 2009 har antalet lokalgrupper i SWBA:s regi växt till 13 st, från Boden i norr och Lund i söder. Föreningen har ca 200 medlemmar. Föreningens verksamhet idag är, förutom att arrangera tävlingar, även att organisera träningsgrupper och utbildningar.
SWBA ingår i det internationella förbundet European Weight Pull League (EWPL) och arrangerar cirka fem stycken Weight Pull-tävlingar varje år.